# Dorothea Wieck

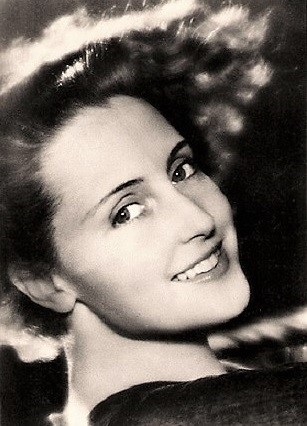
Dorothea Wieck (Foto: Alexander Binder), 1920er Jahre

Dorothea Wieck, gebürtig Dora Bertha Olavia Wieck (* 3. Januar 1908 in Davos, Schweiz; † 20. Februar 1986 in Berlin), war eine deutsche Theater- und Filmschauspielerin. 1931 wurde sie durch ihre Rolle als Fräulein von Bernburg im Tonfilm Mädchen in Uniform unter der Regie von Leontine Sagan bekannt.

## Leben
Dorothea Wieck wurde als Tochter des Hans Leopold Wieck, Großkaufmann in Dresden und dessen Ehefrau Friederike, geb. Wernicke geboren. Der in Altona ansässig gewesene Kaufmann Claus Heinrich Wieck (* 21. Dezember 1832 in Petersdorf auf Fehmarn) ist ihr Ahne. Wieck war eine Cousine des Geigers und Autors Michael Wieck. Außerdem bestand eine direkte Verwandtschaft zu Clara Schumann.
Wieck besuchte mit zwölf Jahren eine Tanzschule und nahm mit 15 Jahren Schauspielunterricht bei Maria Moissi. Ihr Theaterdebüt gab sie ein Jahr später am Theater in der Josefstadt in Wien, dann spielte sie ein Jahr an den Münchner Kammerspielen in München. Hier wurde die Münchner Filmfirma Emelka auf sie aufmerksam und engagierte sie.
Wieck debütierte 1926 in dem Film Die kleine Inge und ihre drei Väter und trat in einigen Stummfilmen auf. 1928 kehrte sie am Frankfurter Schauspielhaus für drei Jahre auf die Bühne zurück. Allgemein bekannt wurde sie 1931 durch den frühen Tonfilm Mädchen in Uniform. Sie spielt darin das Fräulein von Bernburg, eine hübsche Erzieherin, um deren Gunst die meisten Mädchen buhlen. Die Unterdrückung der erwachenden (lesbischen) Sexualität in einem autoritär und körperfeindlich geführten Internat wird in diesem Film zu einem beeindruckenden Symbol für das konservativ-militärische Erziehungssystem der Weimarer Republik. 1932 gab sie die Gräfin Mariza in der gleichnamigen Operettenverfilmung von Richard Oswald.
Nach der Machtergreifung der Nationalsozialisten ging Wieck nach Hollywood und spielte in zwei amerikanischen Produktionen. Als vermeintliche Nazi-Agentin denunziert, kehrte sie nach Deutschland zurück und übernahm hier wieder Filmrollen. Als gefeierte Schauspielerin war sie mehrmals Tischdame des Reichskanzlers Hitler. Sie stand 1944 in der Gottbegnadeten-Liste des Reichsministeriums für Volksaufklärung und Propaganda.
Dorothea Wieck drehte insgesamt etwa 50 Filme. Nach Ende des Zweiten Weltkrieges spielte sie vorzugsweise Theater und erschien auf der Leinwand nur noch in Nebenrollen. Anfang der 1960er-Jahre zog sie sich fast gänzlich aus dem Filmgeschäft zurück. Sie wohnte lange Zeit in der Künstlerkolonie Berlin, spielte am Deutschen Theater und am Schillertheater in Berlin und an anderen großen Theatern. Sie war auch als Regisseurin tätig und leitete bis 1967 ihre eigene Schauspielschule.
Gelegentlich war sie noch als Gaststar in Fernsehfilmen zu sehen. So spielte sie 1968 die Mörderin in der ersten Folge der Krimiserie Der Kommissar (Toter Herr im Regen). Ihre letzte Fernsehrolle übernahm sie 1973 in einer weiteren Episode dieser Serie (Tod eines Hippiemädchens). 1976 spielte sie in einer Bühnenfassung von Mädchen in Uniform die Oberin.
Dorothea heiratete am 13. September 1932 in Berlin den Journalisten und Schriftsteller Ernst von der Decken. Die Ehe wurde 1935 geschieden.

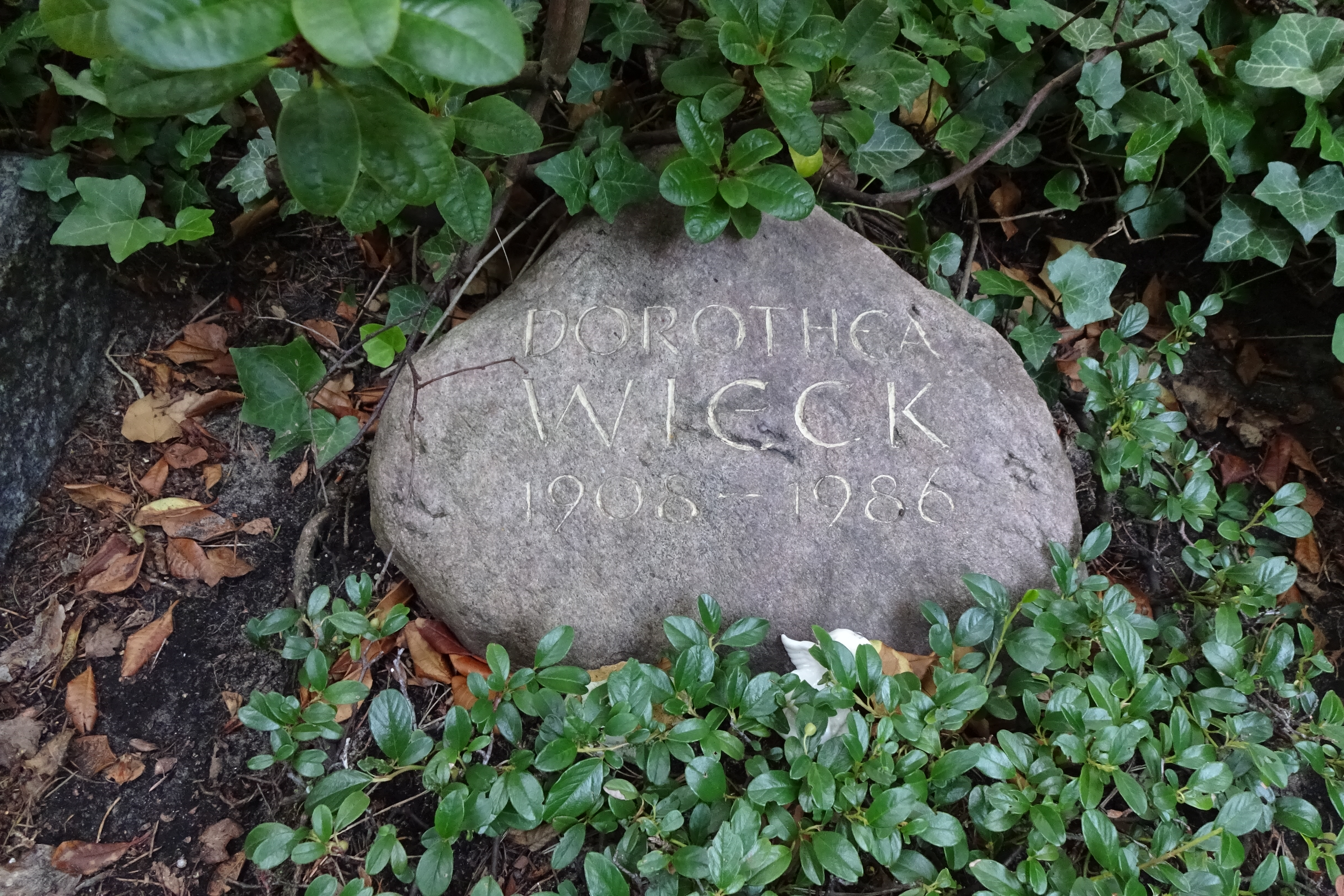
Grabstein für Dorothea Wieck auf dem Friedhof Heerstraße

Dorothea Wieck starb am 20. Februar 1986 im Alter von 78 Jahren in einer Berliner Klinik. Ihr Grab befindet sich auf dem landeseigenen Friedhof Heerstraße in Berlin-Westend (Grablage: 19-A).

## Auszeichnungen
1973 erhielt sie das Filmband in Gold für langjähriges und hervorragendes Wirken im deutschen Film.

## Filmografie (Auswahl)
- 1926: Ich hab’ mein Herz in Heidelberg verloren
- 1926: Die kleine Inge und ihre drei Väter
- 1927: Klettermaxe
- 1927: Valencia, du Schönste aller Rosen
- 1927: Mein Heidelberg, ich kann Dich nie vergessen!
- 1927: Sturmflut
- 1927: Hast Du geliebt am schönen Rhein...
- 1928: Wenn die Schwalben heimwärts ziehn
- 1931: Mädchen in Uniform
- 1932: Gräfin Mariza
- 1932: Theodor Körner
- 1932: Ein toller Einfall
- 1932: Trenck
- 1933: Anna und Elisabeth
- 1933: Wiegenlied (Cradle Song)
- 1934: Wo ist das Kind der Madeleine F.? (Miss Fane's Baby is Stolen)
- 1935: Der Student von Prag
- 1935: Liselotte von der Pfalz
- 1937: Die gelbe Flagge
- 1937: Liebe kann lügen
- 1941: Kopf hoch, Johannes!
- 1942: Andreas Schlüter
- 1944: Der grüne Salon
- 1949: Mordprozess Dr. Jordan
- 1950: Fünf unter Verdacht
- 1951: Das seltsame Leben des Herrn Bruggs
- 1952: Herz der Welt
- 1953: Ein Mann auf dem Drahtseil (Man on a Tightrope)
- 1954: Der Froschkönig
- 1955: Das Forsthaus in Tirol
- 1955: Unternehmen Schlafsack
- 1955: Roman einer Siebzehnjährigen
- 1955: Das Fräulein von Scuderi
- 1956: Anastasia, die letzte Zarentochter
- 1958: Zeit zu leben und Zeit zu sterben (A Time to Love and a Time to Die)
- 1959: Menschen im Hotel
- 1959: Aus dem Tagebuch eines Frauenarztes
- 1959: Morgen wirst du um mich weinen
- 1960: Schachnovelle
- 1962: Das Mädchen und der Staatsanwalt
- 1962: Die Revolution entläßt ihre Kinder (TV)
- 1963: Feuerwerk (TV)
- 1967: Bäume sterben aufrecht (TV)
- 1968: Zu Hause (TV)
- 1969: Der Kommissar: Toter Herr im Regen (TV)
- 1973: Der Kommissar: Tod eines Hippiemädchens (TV)